# Fjell (Norwegen)

Wappen von Fjell

Fjell war eine Kommune in der norwegischen Provinz (Fylke) Hordaland (2020 Teil von Vestland geworden) westlich von Bergen. Verwaltungssitz von Fjell war zunächst der gleichnamige Ort Fjell, ab 1989 Straume auf der Insel Litlesotra. Im Zuge der Kommunalreform in Norwegen wurden Fjell und Sund zum 1. Januar 2020 mit Øygarden zusammengeschlossen.
Auf einer Fläche von 148 km² lebten 26.166 Einwohner (Stand: 1. Januar 2019). Die Kommunennummer war 1246. Letzte Bürgermeisterin war Marianne Sandahl Bjorøy (Ap).
Die Kommune besteht aus mehreren Inseln, darunter Bildøyna, Bjorøyna und Litlesotra samt dem nördlichen Teil der Insel Sotra. Der Südteil von Sotra gehörte zur Gemeinde Sund. Nachbarkommune im Norden war Øygarden. Jenseits des Hjeltefjords im Nordosten liegt die Insel Askøy, die ebenfalls eine eigene Kommune bildet.
Fjell war eine Wachstumskommune, nachdem 1971 die Sotrabrücke (Sotrabroen) fertiggestellt war. Seither war ihre Einwohnerzahl von unter 7.000 auf über 26.000 gestiegen.
Eine Schnellstraße in das Zentrum von Bergen hat die Fahrzeit vom Kommunezentrum in Straume auf ca. 15 Minuten verringert.

## Persönlichkeiten aus Fjell
- Jakob von der Lippe (1872–1953), Konteradmiral
- Ingvald Ulveseth (1924–2008), Politiker, ehemaliger Bürgermeister der Kommune
- Lars Gunnar Lie (1938–2025), Politiker
- Morten Tyldum (* 1967), Regisseur, aufgewachsen in Fjell
- Maria Ekerhovd (* 1975), Filmproduzentin
- Andreas Takvam (* 1993), Volleyball- und Beachvolleyballspieler